# Cathédrale Saint-Pierre d'Osnabrück
Pour les articles homonymes, voir Cathédrale Saint-Pierre.
La cathédrale Saint-Pierre est le siège du diocèse d'Osnabrück et le principal monument catholique romain de la ville d'Osnabrück en Allemagne.
Il s'agit d'un édifice de style roman tardif qui symbolise la silhouette de la ville depuis sa construction.

## Source
- (de) Cet article est partiellement ou en totalité issu de l’article de Wikipédia en allemand intitulé « Dom St. Peter (Osnabrück) » (voir la liste des auteurs).